# Ácido 5-hidroxiferúlico
Ácido 5-hidroxiferúlico é um composto orgânico, um ácido carboxílico de fórmula química C10H10O5. É derivado do ácido ferúlico, que por sua vez é derivado do ácido cinâmico, e, por conseguinte, um fenilpropanóide. 